# Mordellistena aspersa
Mordellistena aspersa es una especie de coleóptero de la familia Mordellidae. Mide de 2 a 2.5mm hasta la punta de los élitros. Se lo suele encontrar en las agallas de Eurosta solidaginis.

## Distribución geográfica
Habita en  Estados Unidos en casi todo el país.